# Zethesides pusilla
Zethesides pusilla là một loài bướm đêm trong họ Noctuidae.